# Lourdes (São Paulo)
Lourdes is een gemeente in de Braziliaanse deelstaat São Paulo. De gemeente telt 2.032 inwoners (schatting 2009).